# Sinomytilus morrisoni
Sinomytilus morrisoni is een tweekleppigensoort uit de familie van de Mytilidae. De wetenschappelijke naam van de soort is voor het eerst geldig gepubliceerd in 1974 door Brandt.